# Jüdische Elementarschule (Eichstetten am Kaiserstuhl)
Die Jüdische Elementarschule in Eichstetten am Kaiserstuhl, einer Gemeinde im Landkreis Breisgau-Hochschwarzwald in Baden-Württemberg, war eine Elementarschule, die von der Jüdischen Gemeinde Eichstetten unterhalten wurde. Das badische Judenedikt von 1809 gestattete den jüdischen Gemeinden, eigene Schulen zu errichten, sofern sie die Kosten dafür übernahmen.

## Geschichte
Das Schulgebäude mit Lehrerwohnung wurde 1840 in der Bahlinger Straße 7 errichtet. Die jüdischen Elementarschulen wurden mit der Einführung der Simultanschulen im Großherzogtum Baden im Jahr 1876 aufgelöst. Die jüdische Schule in Eichstetten wurde bis in die 1920er Jahre als Religionsschule weitergeführt.  Nach der Zerstörung der Synagoge beim Novemberpogrom 1938 wurde im Schulgebäude 1938/40 ein Betsaal eingerichtet.

## Lehrer
- um 1837: Moritz Mayer
- seit 1879: A. Weil, der 1901 Oberlehrer wurde. Er konnte 1915 sein 50-jähriges Dienstjubiläum feiern.